# Lesegesellschaft zu Köln von 1872
Die Lesegesellschaft (kurz: Lese) zu Köln wurde 1872 gegründet und bildet mit der Casino Gesellschaft, der Bürgergesellschaft Köln, der Kölner Karnevalsgesellschaft Mer Blieve Zesamme und dem Kölner Männer Gesangsverein die Kleeblattgesellschaften.

## Geschichte
Genau 33 Herren waren es, die an am 4. Mai 1872 – zur Gründungsversammlung der „Lesegesellschaft zu Cöln“ zusammenkamen, um Bildung und Kultur in der Stadt Köln zu fördern und den Bürgern näherzubringen. Fünf Jahre später – am 26. Mai 1877 – verlieh Wilhelm I., Kaiser des neuen Deutschen Reiches und König von Preußen, der „Lesegesellschaft zu Cöln“ die Rechte einer juristischen Person. Dieser Staatsakt der Verleihung der Rechtsfähigkeit überdauerte alle Staats- zusammenbrüche und bestimmt noch heute die rechtliche Stellung der Lese. Das Lesen war gemäß den Gründungsmitgliedern der Königsweg zu Bildung, und Bildung wiederum war der Hauptzweck der Geselligkeit. Seit über 150 Jahren lebt die Lese diese Tradition und passt sie den Zeitgeschehnissen an, ohne die Gründungsidee und das gesellschaftliche Miteinander aus dem Blick zu verlieren.
Bis heute stellt unsere Lesegesellschaft eine feste Größe des gesellschaftlich kulturellen Lebens in Köln dar. Die Stiftung der Minerva Colonia als Göttin der Weisheit und Schutzpatronin der Dichter und Lehrer, die Kooperation mit Run & Ride for Reading e.V. und dem Leselauf, viele Gesellschafts- und Leseabende und der jährliche Neujahrsempfang sind nur ein kleiner Auszug der vielen Aktivitäten der Lese. Die Idee der Gründerväter der Lese – kulturelles Leben mit dem kölschen Vergnügen zu verbinden – ist bis heute das zentrale Motiv der Gesellschaft. Es ging und geht stets darum, Frohsinn mit Tiefsinn zu vereinen.
Im Jahr 2019 stellte die Kölner Lesegesellschaft, gemeinsam mit der Großen Allgemeinen K.G. und den Schlenderhander Lumpen das Kölner Dreigestirn.
Prinz Marc I. (Marc Michelske, Schlenderhaner Lumpe), Bauer Markus (Markus Meyer, Präsident der Große Allgemeine K.G.) und Jungfrau Catharina (Michael Everwand Lesegesellschaft zu Köln) waren seit 1955 das erste Dreigestirn aus drei verschiedenen Karnevalsgesellschaften.